# Мухин, Дмитрий Петрович
Дмитрий Петрович Мухин (15 ноября 1888 или 28 ноября 1888 — 7 апреля 1957, Ялта, Крымская область) — русский и советский врач, хирург-фтизиатр, работал в Ялте. Подпольщик Великой Отечественной войны.

## Биография
Родился 15 ноября 1888 года. После окончания медицинского факультета университета по мобилизации в 1914—1918 годах врач различных госпиталей на фронтах Первой Мировой войны. Позднее работал в госпитальной хирургической клинике Северо-Кавказского университета в Ростове-на-Дону. Заболел туберкулёзом в тяжёлой форме. С 1925 года Д. П. Мухин лечился в туберкулёзном отделении Кизильташской больницы Ялтинского района (ныне Краснокаменка вблизи Гурзуфа). Лечился вместе с Яковом Востриковым. За ними обоими ухаживала жена Вострикова, Татьяна Филипповна Кременецкая. После смерти Якова она продолжала поддерживать тяжелобольного Мухина. Позднее они стали супругами.

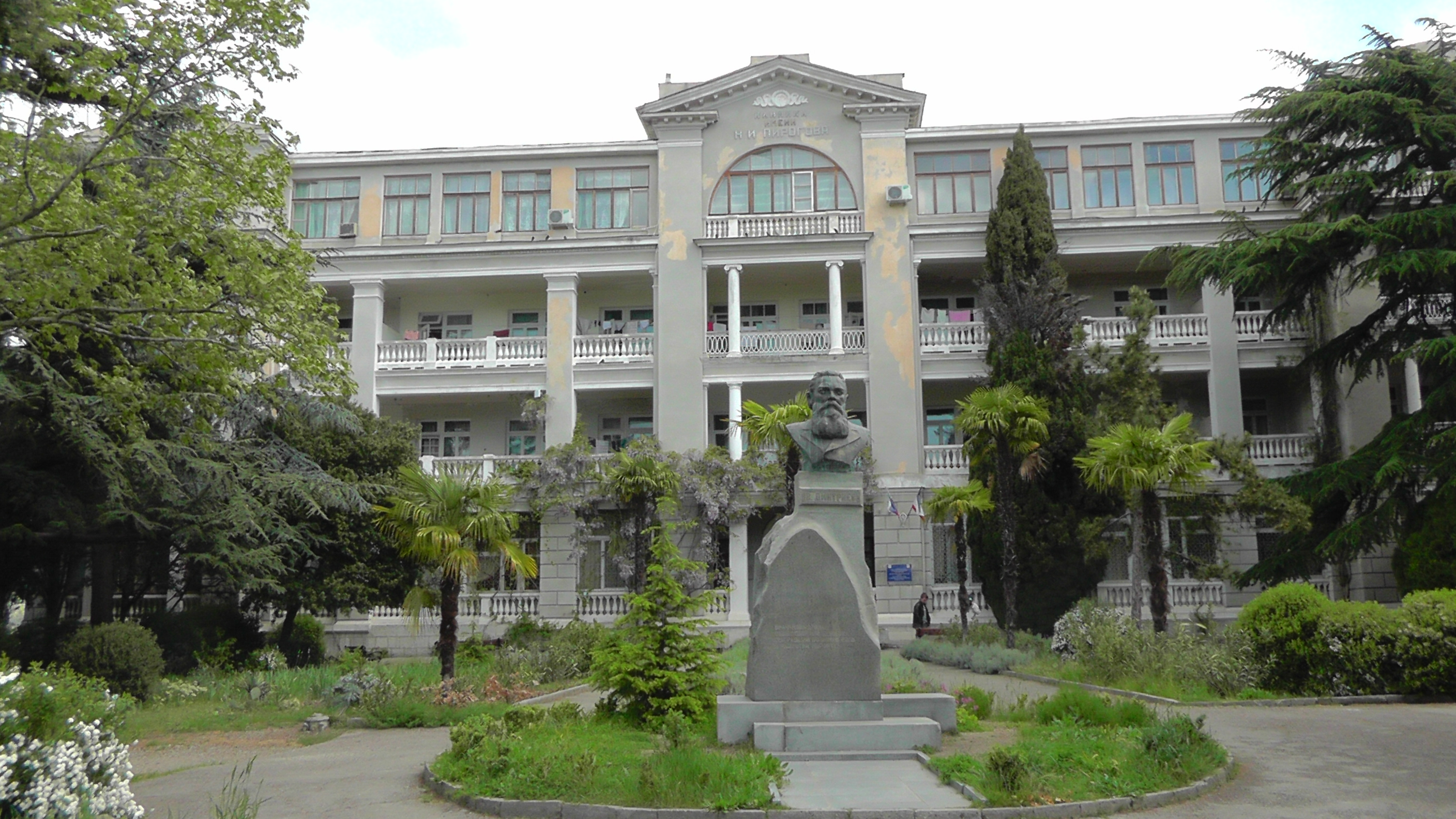
Корпус «Пироговский» Института имени И. М. Сеченова, где работал Д. П. Мухин

Победив открытую форму болезни Дмитрий Петрович сам стал на борьбу с туберкулёзом как врач. С января 1926 года он ординатор хирургической клиники в Институте туберкулёза, с декабря ассистент клиники. Проводил исследования в области фтизиатрии и хирургии. Кандидат медицинских наук.
В годы немецкой оккупации Ялты в 1941—1944 годах Д. П. Мухин руководил подпольной группой "Сектор города «А», в составе Южнобережной подпольной организации под руководством А. И. Казанцева. Похищал на работе и передавал в Ялтинский партизанский отряд медикаменты и перевязочный материал.
«Пироговка» продолжала жить и действовать. Здесь на скудном пайке содержали тяжело больных ялтинцев, и кроме того, клиника стала базой снабжения медикаментами Ялтинского партизанского отряда. Но это случилось позже, в 1943-1944 годах, когда в городе начала действовать подпольная группа Казанцева, членом которой состоял хирург Дмитрий Петрович Мухин».
В фондах Ялтинского историко-литературного музея имеется документ, описывающий деятельность  доктора Мухина в период освобождения Ялты от захватчиков:
«14 апреля 1944 года я доставил в ялтинский лес для партизанского отряда две легковые автомашины, груженные оружием, обмундированием и продуктами питания. Из-за неудачной маскировки машин четыре человека нашей группы были ранены фашистами. Истекая кровью, я всех привёл из местности Караголь в Иссарское лесничество. Отсюда три человека были отправлены за доктором Мухиным, согласившимся безоговорочно подняться в лес для оказания медицинской помощи. Оставив дома больную жену, не без риска встретить гитлеровцев, добирался Дмитрий Петрович в Иссарский лесхоз. Он пробыл с нами два дня и всем четверым оказал необходимую помощь, а мне ампутировал левую руку, выполнив тем самым долг врача и советского гражданина. Нет необходимости говорить, что для операции здесь никаких условий не было. Присутствовавший при этом командир 1-го партизанского отряда тов. Лаврентьев назвал поступок советского врача Мухина героическим. А. Берлянд».
После войны продолжил врачебную и научную деятельность в клинике Института климатотерапии туберкулёза. Умер 7 апреля 1957 года и похоронен в Ялте.

## Память
Улица в Ялте на вершине Поликуровского холма, бывший Караимский переулок, на которой расположен Корпус «Пироговский» Института имени И. М. Сеченова, ныне носит имя хирурга-фтизиатра и патриота-подпольщика Д. П. Мухина, который проработал в корпусе более 30 лет.
4 августа 2021 года в Массандре состоялось открытие мемориальной доски герою Великой Отечественной войны 1941-1945 гг., врачу хирургу, члену Ялтинской подпольной группы Казанцева Дмитрию Петровичу Мухину.